# Homenatge als castellers

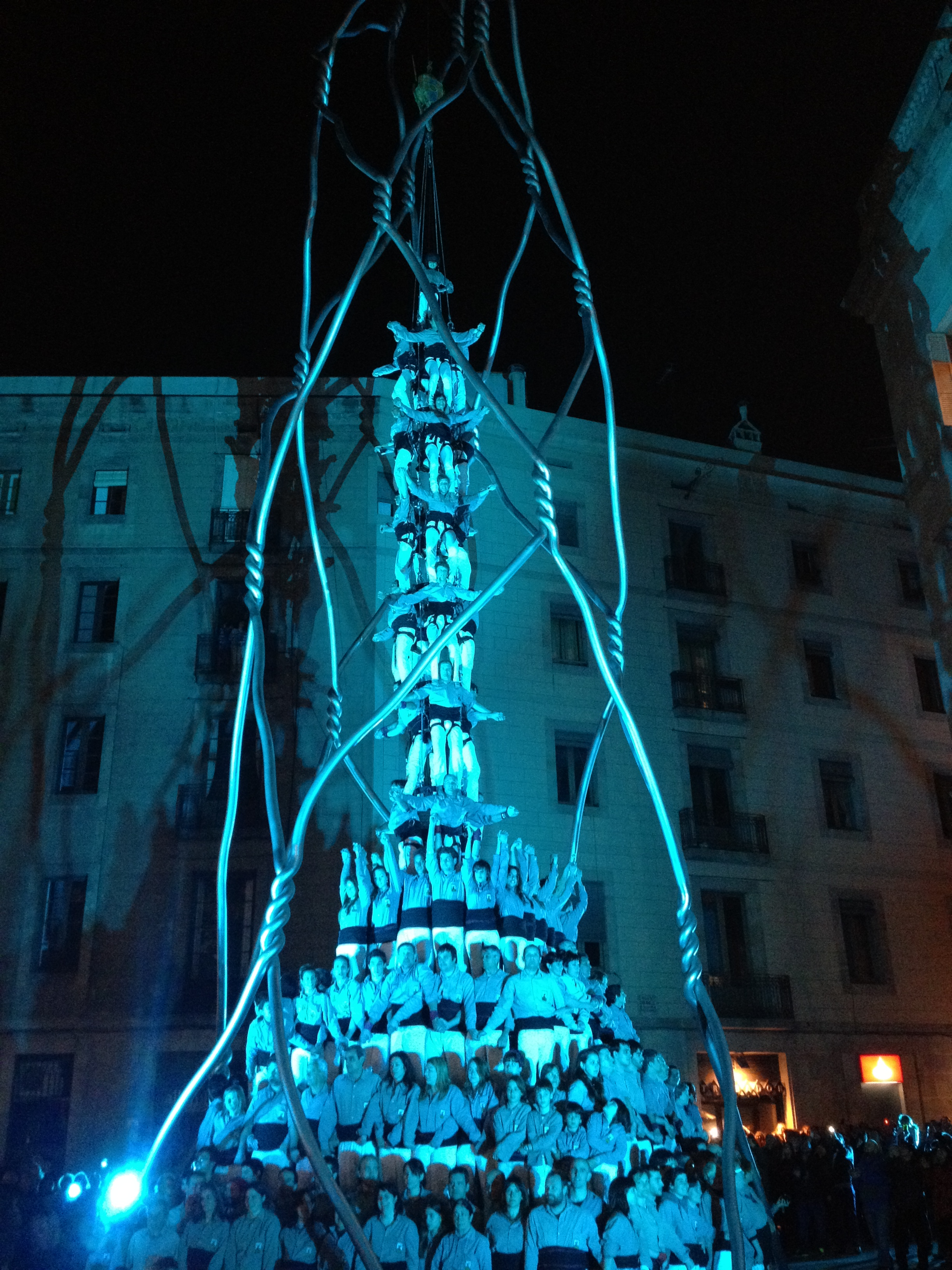
Castell dins de l'escultura per celebrar el 20è aniversari dels Castellers de Sants

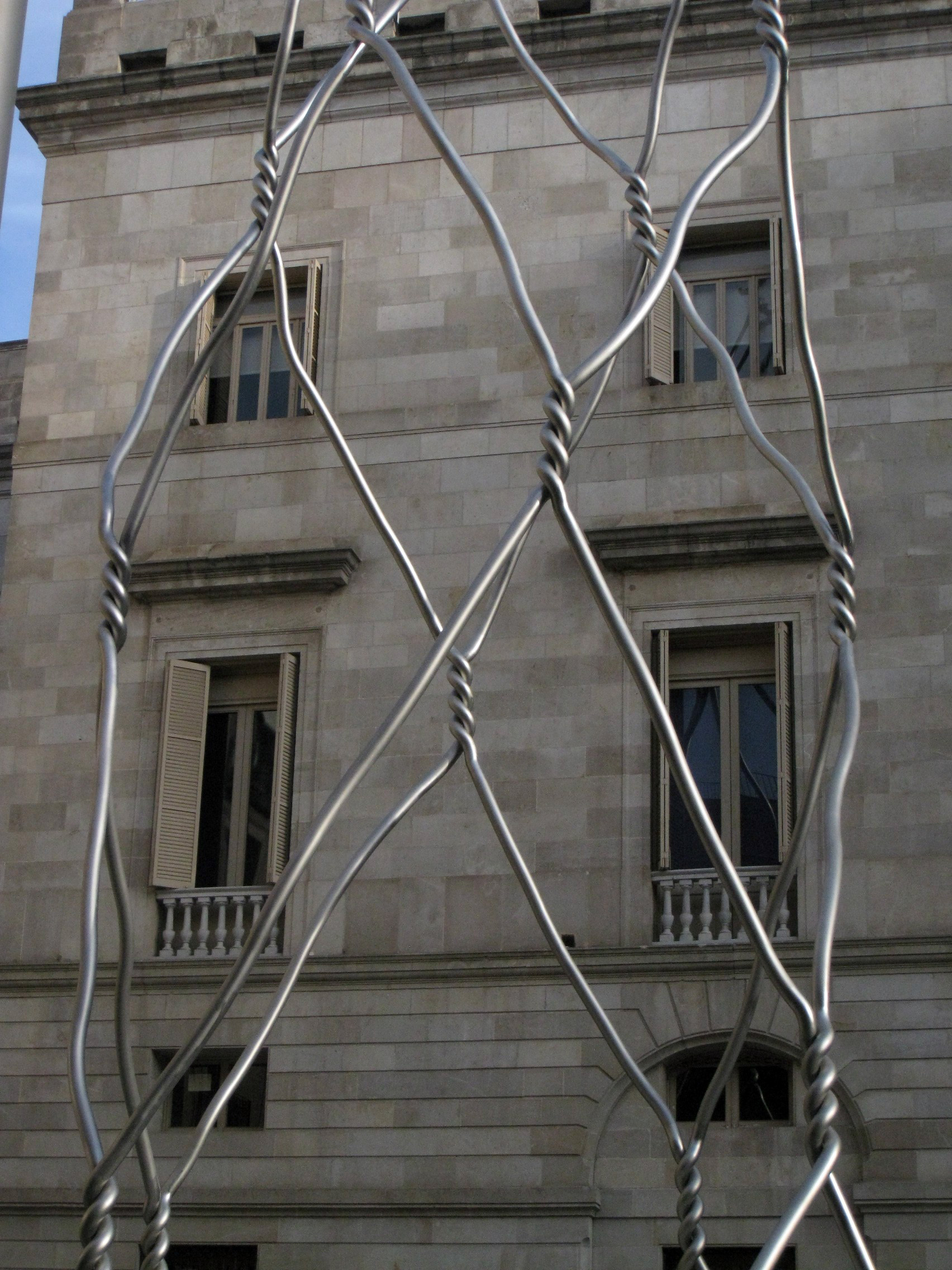
Detall dels tubs d'acer inoxidable de l'escultura

Homenatge als castellers és un monument dedicat als castellers obra de l'escultor català Antoni Llena i Font. Està situat a la plaça de Sant Miquel de Barcelona, al barri Gòtic, una plaça propera a la Casa de la Ciutat, seu de l'Ajuntament de Barcelona, i la plaça de Sant Jaume, lloc on tradicionalment s'aixequen els castells. Fou realitzat entre els anys 2010 i 2011 i va ser inaugurat el 12 de febrer del 2012 durant la Festa Major de Santa Eulàlia. Es tracta del tercer monument casteller que hi ha a Barcelona, juntament amb l'escultura de Francesc Anglès i Garcia Pom de dalt (1995), situada a la Unitat de Traumatologia i Rehabilitació de l'Hospital Universitari Vall d'Hebron, i el monument Castellers de Sants (2011), situat a la plaça de Bonet i Muixí, al barri de Sants.

## Descripció
El monument Homenatge als castellers està format per dotze tubs d'acer inoxidable de deu centímetres de diàmetre que s'entrelliguen fins a 26,5 metres d'alçada i que se sustenta a sobre d'una placa de formigó de 12 x 12 metres. Es tracta d'una escultura conceptual, sota la qual s'hi pot transitar, que representa la fragilitat i la força d'un castell.

## Projecció
Segons l'autor de l'obra, d'entrada volia que es tractés d'un monument que tingués una alçada que doblés els castells per a representar el caràcter que tenen de pujar sempre més amunt. També hi va voler representar la fragilitat i la força d'un castell. La forma d'aquesta escultura està inspirada en una malla de ferro que tenen algunes ampolles al tap. Aquesta idea se li va acudir un dia que va anar a comprar vi i que en va veure una. Va ser aleshores quan va pensar que aquesta forma seria "una abstracció molt bonica per a fer el castell, perquè conté la idea de cohesió, de fragilitat, de transparència". Llavors es va endur aquesta malla a l'estudi i va començar a elaborar el projecte.
El projecte inicial que va dissenyar Llena ja es basava en un entramat de tubs per formar un castell i era molt igual al monument actual amb una diferència. Llena tenia la idea de lligar la dimensió mítica i la popular i ho volia representar amb una planxa d'alumini rebregat, situada a la part superior de l'escultura, que simulés la gran pedra que, segons la mitologia grega, Sísif es veia obligat a empènyer una vegada i una altra cap al cim de l'Acrocorint. A més, hi inscriuria el vers del poeta Paul Celan que diu "Sóc més jo si tu ets més tu", en consonància amb l'esperit del fet casteller. Finalment, després d'una reunió de l'escultor amb l'alcalde Trias a finals de juliol del 2011, es va decidir eliminar aquest element metàl·lic que rematava l'obra.

## Construcció
El setembre del 2004, durant el mandat de Joan Clos, el regidor d'Urbanisme de l'Ajuntament de Barcelona, Antoni Acebillo, va proposar un projecte de construcció d'un monument dedicat als castellers a l'escultor Antoni Llena. Segons Llena, el projecte va ser aprovat pel Consell Assessor d'Escultures i "es va anar encallant pels despatxos dels regidors d'Urbanisme i de la Ciutat Vella" durant els mandats municipals de Joan Clos, Jordi Hereu i Xavier Trias. Fins que sis anys més tard de l'encàrrec inicial, el 16 de novembre del 2010 els castells van ser declarats Patrimoni Cultural Immaterial de la Humanitat per la UNESCO i tot es va precipitar.
El 20 de desembre del 2010 Llena va presentar la maqueta, malgrat ja havia començat a treballar en la construcció del monument. El gener del 2011, durant el mandat municipal d'Hereu, van començar les obres d'instal·lació de l'obra, amb una durada estipulada d'entre cinc i sis mesos. Amb el canvi polític de les eleccions municipals espanyoles del 22 de maig del 2011, el nou govern municipal de Trias va tornar a estudiar el projecte. Així, el juny del mateix any l'equip de govern de Jordi Hereu va aturar les obres a instàncies del nou equip de Xavier Trias per estudiar-ne ubicacions alternatives.
El mes següent, a finals de juliol, es van reunir Trias i Llena i es va decidir que la construcció de l'obra es realitzaria en la plaça de Sant Miquel i que el projecte definitiu es modificaria lleugerament. Més tard, amb l'aval dels tinents d'alcalde Antoni Vives i Jaume Ciurana, aquell setembre van reprendre les obres de construcció del monument que van durar dos mesos, fins que el 30 de novembre se'n va començar a retirar la bastida.

## Inauguració
El 12 de febrer del 2012, coincidint amb les Festes de Santa Eulàlia de la ciutat de Barcelona, va celebrar-se un acte institucional d'inauguració del monument. En aquest acte, que tingué lloc a la mateixa plaça de Sant Miquel, a peu del monument, hi van assistir algunes personalitats que van fer-hi diversos parlaments. Van expressar-se Antoni Llena, escultor del monument, l'alcalde de Barcelona Xavier Trias, la presidenta de la Coordinadora de Colles Castelleres de Catalunya Anna Guasch i el president de la Coordinadora de Colles Castelleres de Barcelona Ramon Rabassa.
En la inauguració del monument hi van participar les sis colles castelleres de Barcelona —Castellers de Barcelona, Castellers de Sants, Castellers de la Vila de Gràcia, Castellers de la Sagrada Família, Castellers del Poble Sec i Colla Castellera Jove de Barcelona—, on hi van alçar un pilar de 4 cadascuna amb excepció dels Castellers de la Vila de Gràcia que van fer el pilar de 5. A més, també hi van assistir els Falcons de Barcelona, que també hi van fer un pilar de 4, i dues muixerangues, la Muixeranga d'Algemesí i la Nova Muixeranga d'Algemesí, que hi va fer una torreta desplegada doble i una torreta sense desplegar, respectivament. Totes aquestes colles van aixecar les construccions de manera simultània.
Durant els diversos parlaments d'inauguració del monument una quarantena d'empleats de Transports Metropolitans de Barcelona, encapçalats per membres del comitè d'empresa dels busos, un col·lectiu del moviment d'indignats del barri Gòtic, que desplegaren una pancarta a una de les façanes de la plaça que deia "Ni ferralla ni retallades", i alguns veïns crítics amb l'obra que se'ls hi van sumar, van manifestar-se en contra el monument i del seu cost. Fou, però, Xavier Trias qui centrà la major part de les crítiques, el qual més tard lamentà que es fes coincidir la protesta amb l'acte d'inauguració.
L'11 de març de 2013 els Castellers de Sants varen celebrar el seu vintè aniversari amb un acte al Saló de Cent de l'Ajuntament de Barcelona i amb la construcció d'un castell especial i simbòlic dins de l'escultura. L'estructura, realitzada amb l'ajuda d'una grua que sostenia els castellers, s'anomenava "Castell de cara" per la seva configuració on els castellers estaven situats de cara al públic.

## Galeria d'imatges

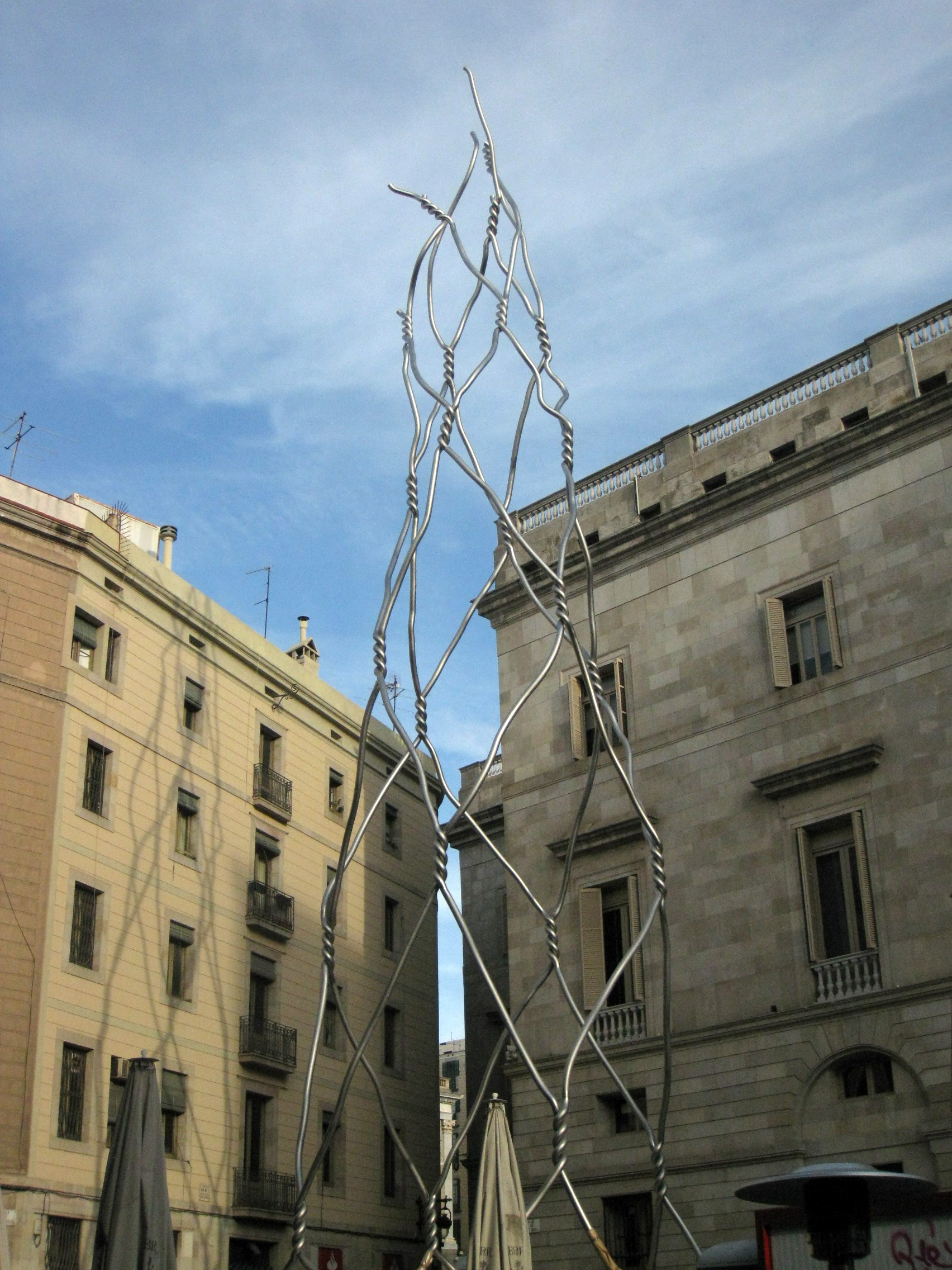
Escultura amb l'Ajuntament de Barcelona a la dreta
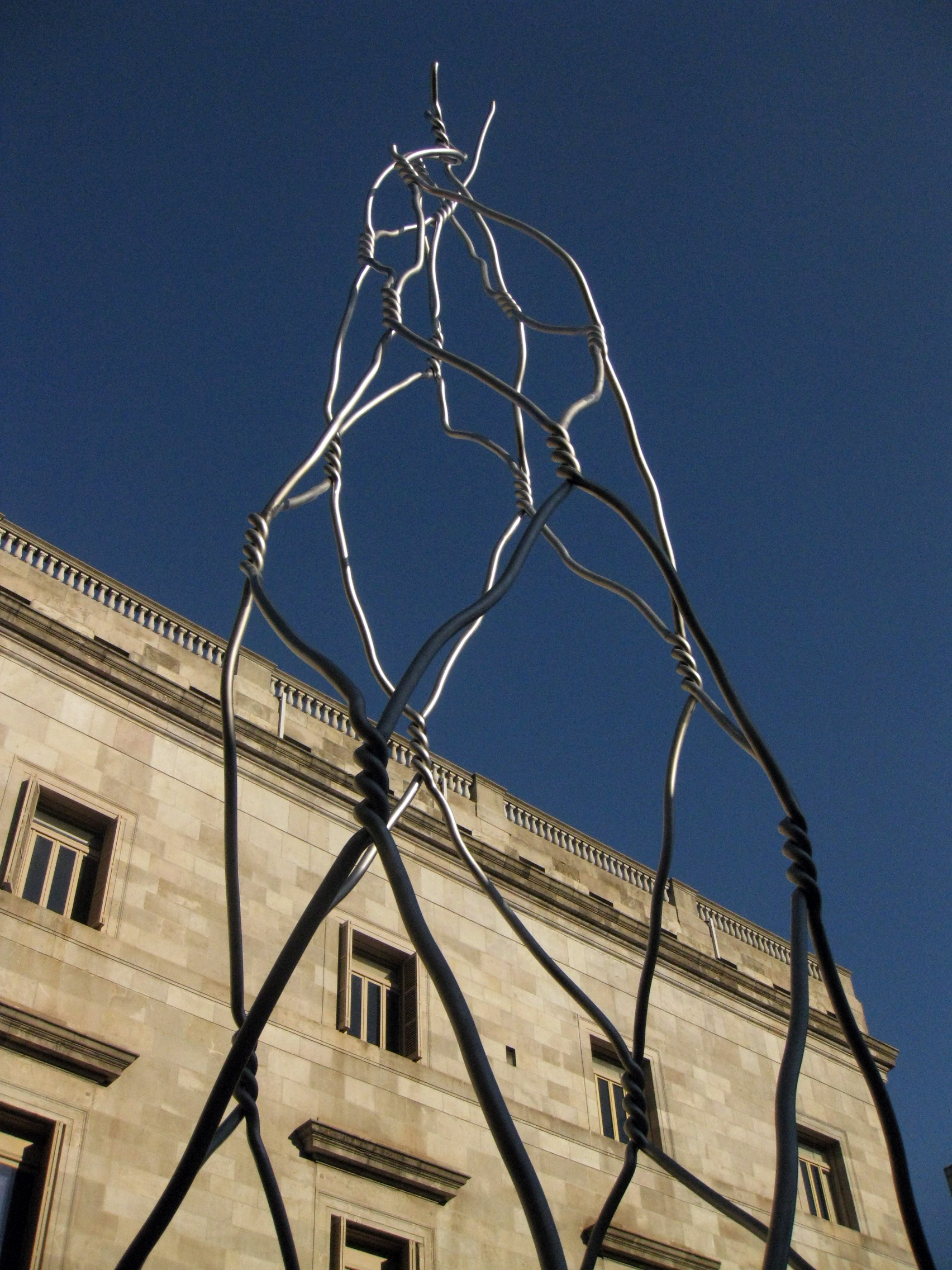
Escultura amb l'Ajuntament de Barcelona de fons
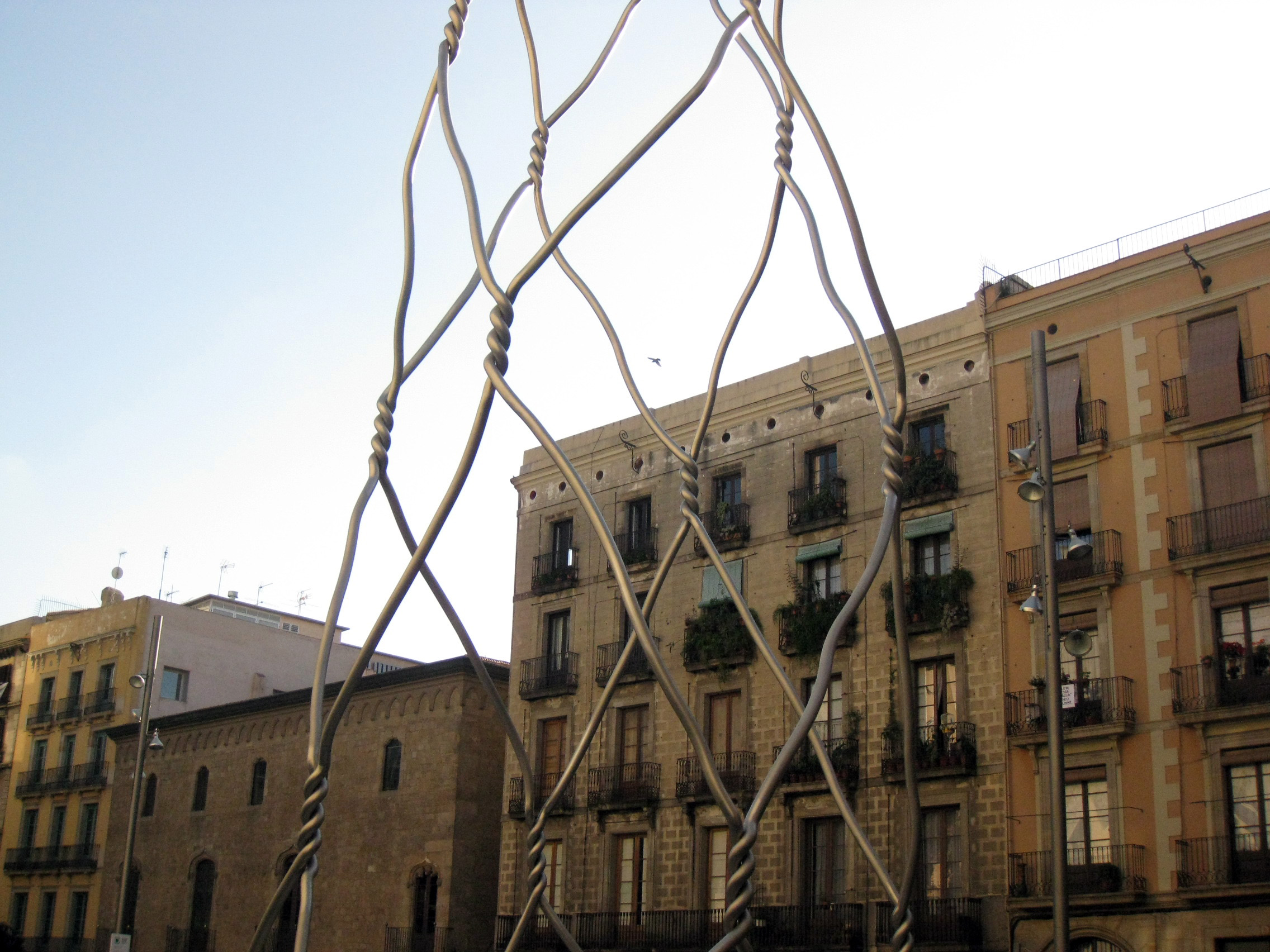
Escultura amb el Palau Centelles de fons
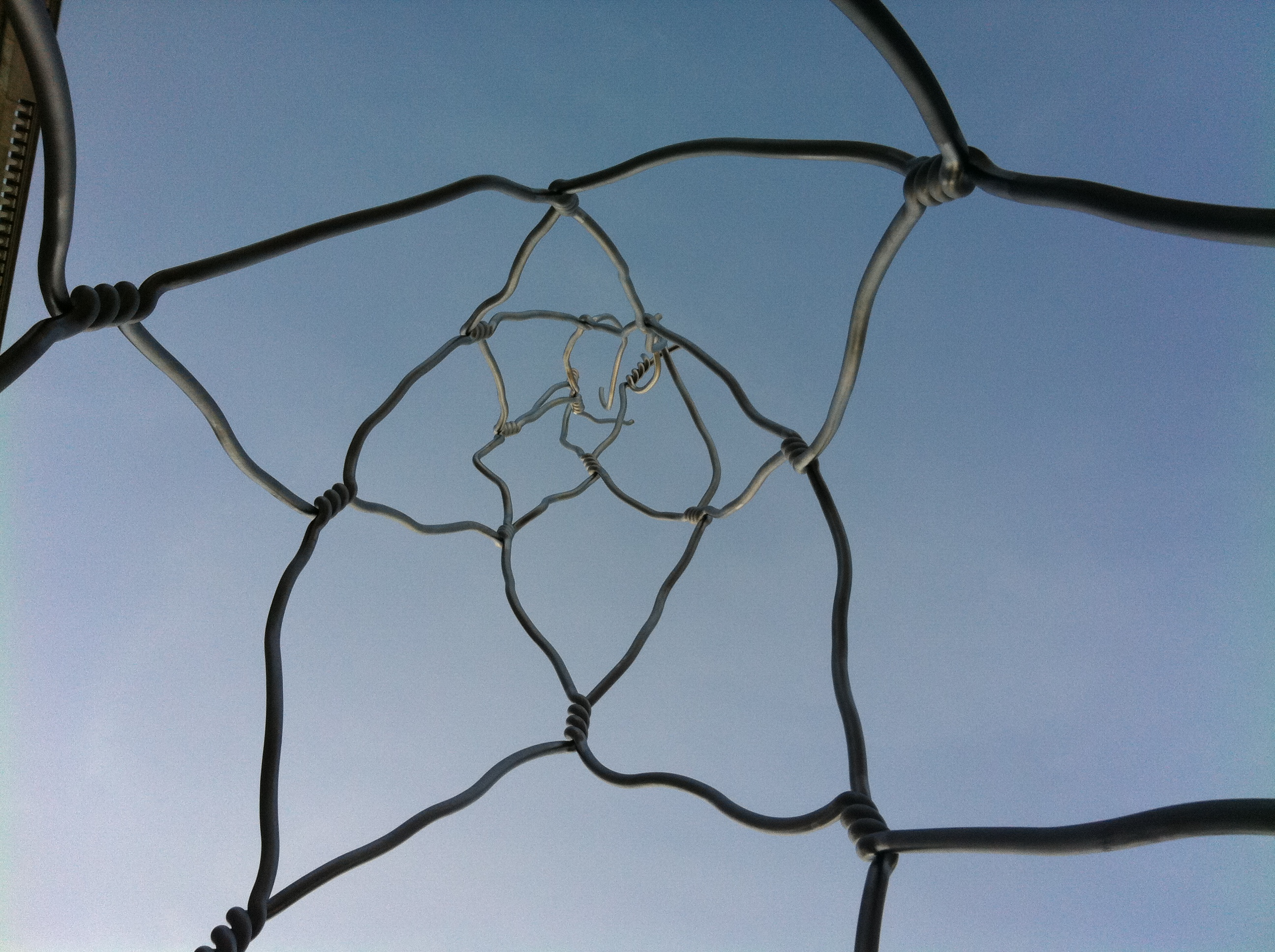
Vista des de l'interior de l'escultura